# Кавказское сельское поселение (Краснодарский край)
Кавказское сельское поселение — муниципальное образование в составе Кавказского района Краснодарского края России.
В рамках административно-территориального устройства Краснодарского края ему соответствует Кавказский сельский округ.
Административный центр и единственный населённый пункт — станица Кавказская.

## Население
| 2010    | 2012    | 2013    | 2014    | 2015    | 2016    | 2017    |
| ------- | ------- | ------- | ------- | ------- | ------- | ------- |
| 11 164  | ↘11 033 | ↘10 979 | ↘10 801 | ↘10 705 | ↘10 593 | ↗10 627 |
| 2018    | 2019    | 2020    | 2021    | 2023    |         |         |
| ↘10 555 | ↘10 395 | ↘10 336 | ↘10 177 | ↘10 089 |         |         |